# Monete euro maltesi
     Zona euro
     UE appartenenti agli AEC II
     UE appartenenti agli AEC II con deroga
     UE non appartenenti agli AEC II
     Non UE che usano bilateralmente l'euro
     Non UE che usano unilateralmente l'euro
Le monete euro maltesi sono in circolazione dal 1º gennaio 2008 in sostituzione della precedente valuta locale dell'isola, la lira maltese. Il conio delle monete è stato affidato alla succursale della zecca di Stato francese (La Monnaie de Paris) di Pessac.

## Storia
Malta è membro dell'Unione europea dal 1º maggio 2004.
La decisione di adottare l'euro è stata confermata il 21 giugno 2007 da parte dei capi di Stato e di Governo dell'Unione europea durante un vertice a Bruxelles.
La scelta dei disegni per le monete è avvenuta in due fasi tramite consultazione pubblica, alla quale hanno potuto partecipare tutti i cittadini maltesi.
I disegni risultati vincenti sono:

1º posto: la croce di Malta
2º posto: lo stemma della Repubblica di Malta
3º posto: il tempio di Menaidra

Al 4º posto si è invece classificato il Battesimo di Gesù Cristo.

## Faccia nazionale
| € 0,01                              | € 0,02            | € 0,05 |
| ----------------------------------- | ----------------- | --- |
|                                     |                   | |
| Il tempio di Menaidra               |                   | |
| € 0,10                              | € 0,20            | € 0,50 |
|                                     |                   | |
| Lo stemma della Repubblica di Malta |                   | |
| € 1,00                              | € 2,00            | Bordo 2 euro |
|                                     |                   | |
| La croce di Malta                   | La croce di Malta | La sequenza "2**" ripetuta sei volte e alternativamente capovolta, dove "*" è sostituito da una croce di Malta. |

## Quantità monete coniate
|                                                                                     | Divisionali FDC | Divisionali FDC Commemorative | € 0,01     | € 0,02     | € 0,05     | € 0,10     | € 0,20     | € 0,50     | € 1,00     | € 2,00     |
| Circolanti                                                                          | Circolanti      | Circolanti                    | Circolanti | Circolanti | Circolanti | Circolanti | Circolanti |            |            |            |
| ----------------------------------------------------------------------------------- | --------------- | ----------------------------- | ---------- | ---------- | ---------- | ---------- | ---------- | ---------- | ---------- | ---------- |
| 2008                                                                                | 40.000          | 0                             | 15.000.000 | 36.000.000 | 34.000.000 | 41.000.000 | 40.000.000 | 15.000.000 | 14.000.000 | 10.000.000 |
| 2009                                                                                | 0               | 0                             | /          | /          | /          | /          | /          | /          | /          | /          |
| 2010                                                                                | 0               | 0                             | /          | /          | /          | /          | /          | /          | /          | 2.000.000  |
| 2011                                                                                | 50.000          | 0                             | *          | *          | *          | *          | *          | *          | *          | *          |
| 2012                                                                                | 50.000          | 1.000                         | *          | *          | *          | *          | *          | *          | *          | *          |
| 2013                                                                                | 35.000          | 0                             | 11.000.000 | 7.500.000  | 10.000.000 | *          | *          | 3.000.000  | *          | 3.660.250  |
| 2014                                                                                | 25.000          | 0                             | *          | *          | *          | *          | *          | *          | *          | *          |
| 2015                                                                                | 30.000          | 0                             | *          | 3.100.000  | 12.000.000 | *          | *          | *          | *          | *          |
| 2016                                                                                | 30.000          | 5.000                         | 250.000    | 250.000    | 250.000    | 200.000    | 200.000    | 200.000    | 125.000    | 125.000    |
| 2017                                                                                | 25.000          | 5.000                         | 6.000.000  | *          | 4.500.000  | 2.500.000  | *          | 2.500.000  | 2.000.000  | *          |
| 2018                                                                                | 15.000          | 2.000                         | 21.000.000 | 10.000.000 | *          | *          | *          | *          | *          | *          |
| 2019                                                                                | 15.000          | 0                             | 5.000.000  | *          | 10.500.000 | 7.000.000  | 3.500.000  | 2.500.000  | 2.500.000  | *          |
| 2020                                                                                | 10.000          | 0                             | *          | 4.000.000  | 2.000.000  | 2.500.000  | 1.500.000  | 1.000.000  | 1.500.000  | *          |
| 2021                                                                                | 11.000          | 0                             | 6.500.000  | 7.000.000  | 4.600.000  | 3.100.000  | 2.500.000  | 1.200.000  | 1.100.000  | *          |
| 2022                                                                                | 10.000          | 0                             | 4.000.000  | 4.900.000  | 3.600.000  | 1.100.000  | 1.000.000  | *          | *          | *          |
| 2023                                                                                | 10.000          | 0                             | *          | *          | 3.300.000  | 2.300.000  | 1.800.000  | 500.000    | 1.000.000  | *          |
| 2024                                                                                | 10.000          | 0                             | *          | *          | *          | *          | 1.000.000  | 1.500.000  | *          | *          |
| 2025                                                                                | 7.000           | 0                             | *          | *          | *          | *          | *          | *          | *          | *          |
| / = non emessa, ? = finora sconosciuto, * = Emessa solo nelle divisionali ufficiali |                 |                               |            |            |            |            |            |            |            |            |

## 2 euro commemorativi
| Immagine | Anno | Tema                                                                                 | Tiratura | Emissione         | Incisore               |
| -------- | ---- | ------------------------------------------------------------------------------------ | -------- | ----------------- | ---------------------- |
|          | 2009 | 10º anniversario dell'UEM (emissione comune)                                         | 700.000  | 5 gennaio 2009    | Georgios Stamatopoulos |
|          | 2012 | 10º anniversario della circolazione di banconote e monete in euro (emissione comune) | 500.000  | 30 marzo 2012     | Helmut Andexlinger     |
|          | 2014 | 200º anniversario del Malta Police Force                                             | 300.000  | 16 luglio 2014    | Noel Galea Bason       |
|          | 2015 | 30º anniversario della Bandiera europea (emissione comune)                           | 300.000  | 18 dicembre 2015  | Georgios Stamatopoulos |
|          | 2015 | 100º anniversario del primo volo da Malta nel 1915                                   | 325.000  | 25 maggio 2015    | Noel Galea Bason       |
|          | 2021 | Eroi della Pandemia di COVID-19                                                      | 60.000   | 2 agosto 2021     | Maria Anna Frisone     |
|          | 2022 | 35º anniversario dell'istituzione del Progetto Erasmus (emissione comune)            | 82.500   | 1º luglio 2022    | Joaquin Jimenez        |
|          | 2022 | Risoluzione 1325 del Consiglio di sicurezza delle Nazioni Unite                      | 53.000   | 17 novembre 2022  | Antonella Napolione    |
|          | 2023 | 550º anniversario della nascita di Niccolò Copernico                                 | 90.500   | 14 settembre 2023 | Daniela Fusco          |
|          | 2023 | 225º anniversario dell'arrivo dei francesi a Malta                                   | 80.500   | 14 settembre 2023 | Noël Galea Bason       |
|          | 2024 | Ape mellifera di Malta                                                               | 80.000   | 26 agosto 2024    | Maria Anna Frisone     |
|          | 2024 | La Cittadella di Gozo (Iċ-Ċittadella)                                                | 90.000   | 26 agosto 2024    | Noël Galea Bason       |
|          | 2025 | Città fortificata di Mdina                                                           | 147.000  | 15 maggio 2025    | Noël Galea Bason       |
|          | 2025 | Bue maltese                                                                          | 140.000  | 15 maggio 2025    | Maria Anna Frisone     |

### Serie

#### Storia costituzionale
Nel 2011 è partita una serie commemorativa di cinque monete di cui una per ogni anno fino al 2015, per raccontare la storia costituzionale del paese:
| Immagine | Anno | № | Tema                                         | Tiratura | Emissione       | Incisore       |
| -------- | ---- | - | -------------------------------------------- | -------- | --------------- | -------------- |
|          | 2011 | 1 | Prima elezione dei rappresentanti nel 1849   | 430.000  | 17 ottobre 2011 | Gianni Bonnici |
|          | 2012 | 2 | Rappresentanza maggioritaria nel 1887        | 455.000  | 15 ottobre 2012 | Gianni Bonnici |
|          | 2013 | 3 | Istituzione del Governo autonomo nel 1921    | 542.500  | 25 ottobre 2013 | Gianni Bonnici |
|          | 2014 | 4 | Indipendenza dal Regno Unito nel 1964        | 432.500  | 29 ottobre 2014 | Gianni Bonnici |
|          | 2015 | 5 | Proclamazione della Repubblica di Malta 1974 | 435.000  | 5 ottobre 2015  | Gianni Bonnici |

#### Siti preistorici
Dal 2016 è iniziata una serie di monete commemorative da 2 euro dedicata ai siti preistorici maltesi:
| Immagine | Anno | № | Tema                   | Tiratura | Emissione         | Incisore         |
| -------- | ---- | - | ---------------------- | -------- | ----------------- | ---------------- |
|          | 2016 | 1 | Gigantia               | 410.000  | 22 settembre 2016 | Noel Galea Bason |
|          | 2017 | 2 | Hagar Qim              | 405.000  | 27 giugno 2017    | Noel Galea Bason |
|          | 2018 | 3 | Menaidra               | 335.000  | 20 luglio 2018    | Noel Galea Bason |
|          | 2019 | 4 | Ta Hagrat              | 335.000  | 22 luglio 2019    | Noel Galea Bason |
|          | 2020 | 5 | Scorba                 | 150.000  | 27 luglio 2020    | Noel Galea Bason |
|          | 2021 | 6 | Tarscen                | 150.000  | 26 ottobre 2021   | Noel Galea Bason |
|          | 2022 | 7 | Ipogeo di Hal-Saflieni | 180.000  | 17 novembre 2022  | Noel Galea Bason |

#### Dai Bambini con Solidarietà
Oltre alla serie sui siti preistorici, dal 2016 è iniziata la serie commemorativa Dai Bambini con Solidarietà (Mit-tfal b'Solidarjetà):
| Immagine | Anno | № | Tema                                           | Tiratura | Emissione        | Incisore      |
| -------- | ---- | - | ---------------------------------------------- | -------- | ---------------- | ------------- |
|          | 2016 | 1 | Solidarietà attraverso l'amore                 | 380.000  | 5 dicembre 2016  | Sarah Cilia   |
|          | 2017 | 2 | Solidarietà attraverso la pace                 | 380.000  | 13 novembre 2017 | Katya Muscat  |
|          | 2018 | 3 | Solidarietà attraverso il patrimonio culturale | 320.000  | 7 novembre 2018  | Nicole Dimech |
|          | 2019 | 4 | Tradizioni                                     | 320.000  | 21 ottobre 2019  | Joshua Stuart |
|          | 2020 | 5 | Giochi                                         | 200.000  | 14 dicembre 2020 | Ymen Riahi    |